# فرش قرمز

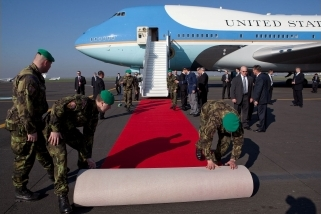
پهن کردن فرش قرمز، روبه‌روی پلکان هواپیمای یکم نیروی هوایی

فرش قرمز (به انگلیسی: red carpet) فرشی است برای مشخص کردن مسیری که سران کشورها و مقامات سیاسی باید در مراسم رسمی و تشریفاتی طی کنند پهن می‌شود. در دهه‌های اخیر گستردن فرش قرمز برای افراد مهم غیر حکومتی و ستاره‌های دنیای هنر نیز مرسوم شده‌است. به‌طور کل رنگ قرمز نماد شکوه و جلال است.